# 5e division aéroportée de la Garde
« 112e division de fusiliers de la Garde » et « 48e division école de chars de la Garde » redirigent ici. Pour les autres significations, voir 5e division, 48e division et 112e division.
La 5e division aéroportée de la Garde (russe : 5-я гвардейская воздушно-десантная дивизия) est une grande unité de l'Armée rouge pendant la Seconde Guerre mondiale. Après avoir combattu comme unité des forces aéroportées soviétiques, elle devient une division de fusiliers après-guerre. Transformée en division de fusiliers motorisés en 1957, elle est transformée en division d'entraînement en 1962, puis en division de chars en 1968 avant de devenir en 1987 le 169e centre d'entraînement de la Garde.

## Historique

### Formation (1942)
La division est créée le 8 décembre 1942 à partir du 9e corps aéroporté (2e formation). Celui-ci avait été formé en août 1942.

### Combats (1943-1945)
La division est engagée dans les opérations actives de février 1943. Elle fait partie du 20e corps de fusiliers de la Garde à partir d'avril 1943, corps subordonné à la 4e armée de la Garde de mai 1943 jusqu'à la fin de la guerre.
La division reçoit le titre honorifique Звенигородская, « de Zvenyhorodka » le 13 février 1944 pour la libération de cette ville ukrainienne.
La division est décorée de l'ordre de Souvorov, 2e classe, le 8 avril 1944 après la traversée du Dniestr, la prise de la ville et du nœud ferroviaire de Beltsi et la libération des frontières soviétiques (première offensive de Iași-Chișinău).
Elle reçoit l'ordre du Drapeau rouge le 5 avril 1945 après la prise de Budapest.

### Transformation en division classique puis en brigade de fusiliers de la Garde (1945-1957)
En juin 1945, la division est renommée 112e division de fusiliers de la Garde (112-я гвардейская стрелковая дивизия). Toujours subordonnée au 20e corps de la Garde, maintenant rattaché au district militaire de Kiev, la division s'installe à Oster dans l'oblast de Tchernigov (Tchernihiv en ukrainien). En 1947, la division, en garnison à Tchernigov, est renommée 12e brigade de fusiliers de la Garde. En octobre 1953, la division est recréée à partir de la brigade, toujours subordonnée au 20e corps de fusiliers de la Garde.

### Division de fusiliers motorisés puis division école (1957-1968)
Le 4 juin 1957, la division est renommée 112e division de fusiliers motorisés de la Garde. Le 20e corps de fusiliers de la Garde est renommé 20e corps d'armée de la Garde. Le 24 mai 1962, la division est renommée 112e division école de fusiliers motorisés de la Garde (112-я гвардейская учебная мотострелковая дивизия) et ses régiments deviennent des régiments écoles.

### Unité d'entraînement de chars (1968-1987)
Le 1er juin 1968, la division est renommée 48e division école de chars de la Garde (48-я гвардейская учебная танковая дивизия), installé à Desna près d'Oster. Le 3 octobre 1987, la division est renommée 169e centre d'entraînement de district de la Garde (169-й гвардейский окружной учебный центр).